# Bolhrad
Bolhrad (ukrajinsky Болград, rusky a bulharsky Болград – Bolgrad) je město v Oděské oblasti na jihu Ukrajiny, středisko Bolhradského rajónu. Leží zhruba 176 kilometrů na jihozápad od Oděsy na severním konci limanového jezera Jalpuh, nedaleko hranic s Moldavskem, mimo železnici i silniční tah Oděsa – Izmajil. V roce 2017 v něm žilo 15 274 obyvatel, převážně besarábských Bulharů.
Město založili pod záštitou ruského generála Ivana Inzova v roce 1821 Bulhaři, kteří do tehdejší Besarabské gubernie přesídlili po vpádu Osmanské říše.
Bolhrad je rodným městem bývalého prezidenta Ukrajiny Petra Porošenka.